# Incidente Xunhua

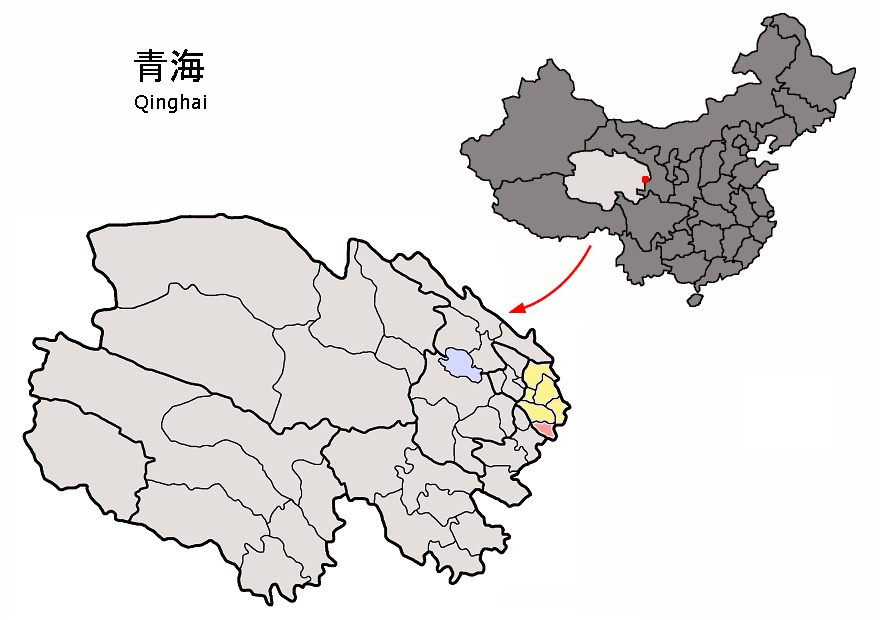
Contea autonoma salar di Xunhua

L'incidente Xunhua (循化事件T, 循化事件S) fu una rivolta del popolo tibetano e del popolo Salar contro il governo del Partito Comunista Cinese (PCC) nella provincia del Qinghai nell'aprile 1958. L'incidente è avvenuto nella Contea autonoma salar di Xunhua, città natale del decimo Panchen Lama, durante il grande balzo in avanti. Dal marzo 1958, i funzionari locali imposero regole rigide per le trasformazioni socialiste e, al fine di prevenire la rivolta, i leader religiosi tra cui Jnana Pal Rinpoche (加乃化仁波切), un monaco molto rispettato, furono mandati con la forza per la rieducazione. Più di 4.000 persone con origini etniche diverse si sono successivamente ribellate e hanno ucciso un caposquadra della task force del PCC. L'incidente si è concluso con la repressione e un massacro da parte dell'Esercito Popolare di Liberazione, che ha ucciso 435 persone in quattro ore il 25 aprile, la maggior parte delle quali civili disarmati.

## Sfondo storico

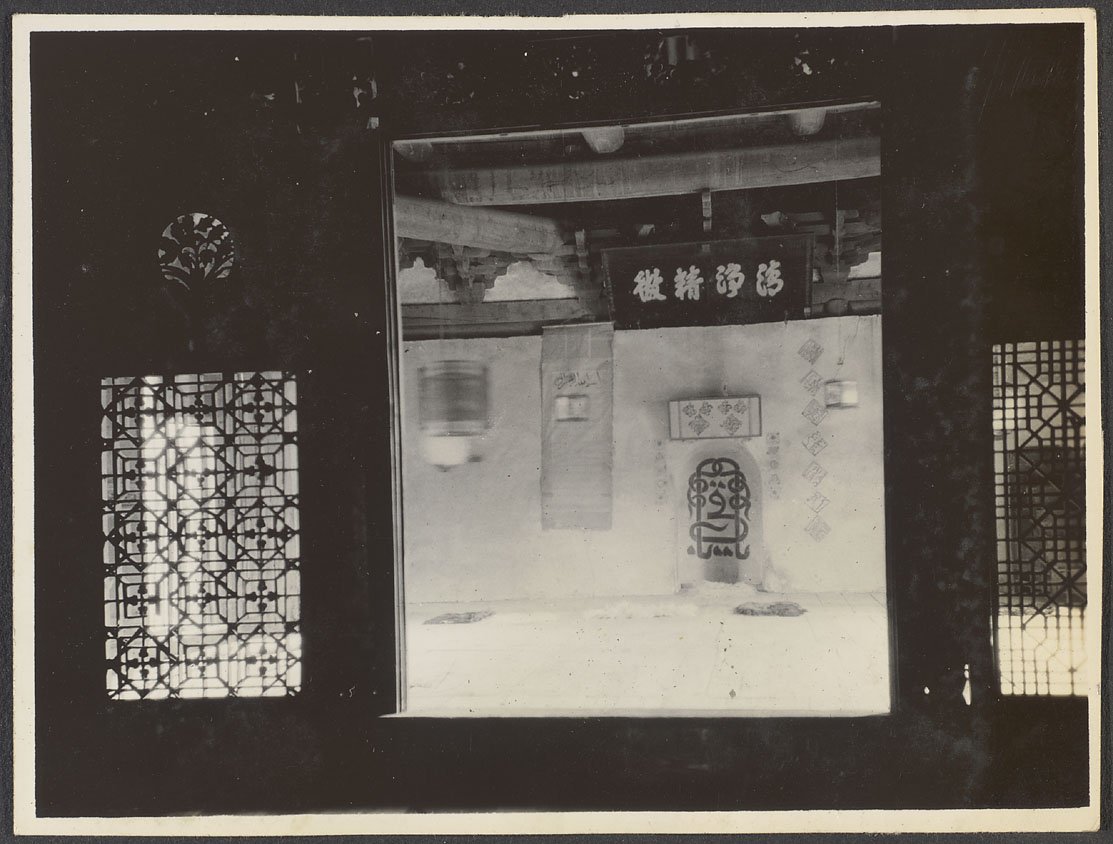
Sala di preghiera della moschea Salar vicino a Jishi (积石镇) di Xunhua.

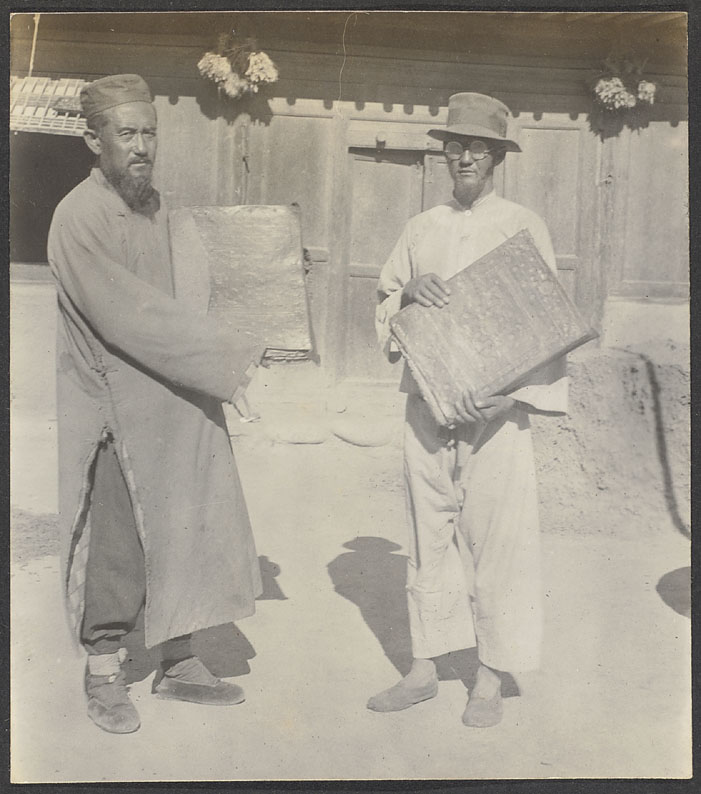
Salars musulmani in possesso di Corani.

Sotto la guida di Mao Zedong, il Partito Comunista Cinese (PCC) lanciò la "Campagna anti-destra" nel 1957 e il "Grande balzo in avanti" nel 1958. I dirigenti locali nella provincia del Qinghai intendevano quindi raggiungere gli obiettivi della "rivoluzione socialista" e della "rivoluzione democratica" a un ritmo veloce.
Nel marzo 1958, Zhu Xiafu (朱侠夫), il vice segretario del comitato del PCC nel Qinghai, invitò a veloci trasformazioni socialiste dei nomadi e stabilì quote per diverse aree, istituendo con la forza le "cooperative socialiste" per l'allevamento. Allo stesso tempo, per “prevenire rivolte”, i leader del Qinghai hanno seguito la direttiva del Comitato centrale del PCC e hanno iniziato a "usare incontri e sessioni di studio per tenere a freno i leader religiosi di minoranza". Jnana Pal Rinpoche (加乃化仁波切), un prestigioso monaco del monastero di Bimdo (温都寺) che era anche vice amministratore della contea di Xunhua e aveva insegnato al Dalai Lama e al Panchen Lama, era tra i leader religiosi inviati per la rieducazione .

## La rivolta
Il 17 aprile 1958, un gruppo di civili della Contea di Gangca resistette alle cooperative socialiste e chiese il rilascio di Jnana Pal Rinpoche. Hanno arrestato il segretario del PCC di Gangca, abbattendo i pali dei servizi, e il giorno successivo le loro proteste sono diventate violente, provocando la morte di un caposquadra della task force del PCC.
Alla loro resistenza si unì la popolazione locale di Salar e il 24 aprile oltre 4.000 persone guidate dal Salar assediarono la contea di Xunhua. Alcuni dei negozi sono stati derubati e diversi funzionari locali sono stati picchiati. Tuttavia, la resistenza armata è fuggita dalla zona durante la notte.

## Soppressione e massacro
La mattina del 25 aprile, l'Esercito Popolare di Liberazione (EPL) ha inviato due reggimenti per reprimere la rivolta. All'arrivo, le truppe del EPL hanno iniziato ad aprire il fuoco contro i civili che chiedevano il rilascio di Jnana Pal Rinpoche. Nel giro di quattro ore, le truppe si resero conto che i civili erano per lo più disarmati, ma avevano già ucciso 435 persone, con un totale di 719 vittime. Nel pomeriggio del 25 aprile, sono stati arrestati un totale di 2.499, tra cui 1.581 Salar, 537 tibetani, 343 persone Hui e 38 cinesi Han. Fonti ufficiali affermano che il bilancio delle vittime all'interno delle truppe EPL era di 17, oltre a una perdita stimata di proprietà del valore di 0,9 milioni di RMB all'epoca.
Jnana Pal Rinpoche si è suicidato nella "sessione di studio" dopo aver appreso la notizia, ed è stato "identificato" dai funzionari come l'organizzatore della rivolta.
Mao Zedong in seguito ha espresso sostegno alla repressione in Qinghai, affermando che "la rivolta dei controrivoluzionari nel Qinghai è stata meravigliosa, poiché è stata un'opportunità per la liberazione dei lavoratori, e la decisione del comitato del PCC nel Qinghai è stata assolutamente corretta".